# جون فريتاج
جون فريتاج (بالإنجليزية: John Freitag)‏ هو مجدف أمريكي، ولد في 3 مايو 1877 في كولومبيا في الولايات المتحدة، وتوفي في 20 أكتوبر 1932 في سانت لويس في الولايات المتحدة.

## وصلات خارجية
- جون فريتاج على موقع الاتحاد الدولي للتجديف (الإنجليزية)
- جون فريتاج على موقع أوليمبيديا (الإنجليزية)